# Tôm nòng nọc đuôi dài
Tôm nòng nọc đuôi dài, tên khoa học Triops longicaudatus, còn gọi là tôm nòng nọc Mỹ, tôm nòng nọc gạo, là một loài giáp xác nước ngọt của bộ Notostraca. Danh xưng khoa học triops đề cập đến ba con mắt của nó, và longicaudatus đề cập đến cấu trúc đuôi dài. Triops longicaudatus được tìm thấy trong các ao nước ngọt và hồ. Loài tương tự như nó Triops cancriformis được coi là một hóa thạch sống bởi vì hình thái thời tiền sử cơ bản của nó đã thay đổi rất ít trong 70 triệu năm qua, chính xác phù hợp với những hóa thạch cổ xưa của chúng. Triops longicaudatus là một trong những loài động vật lâu đời nhất còn tồn tại.

## Sinh thái học

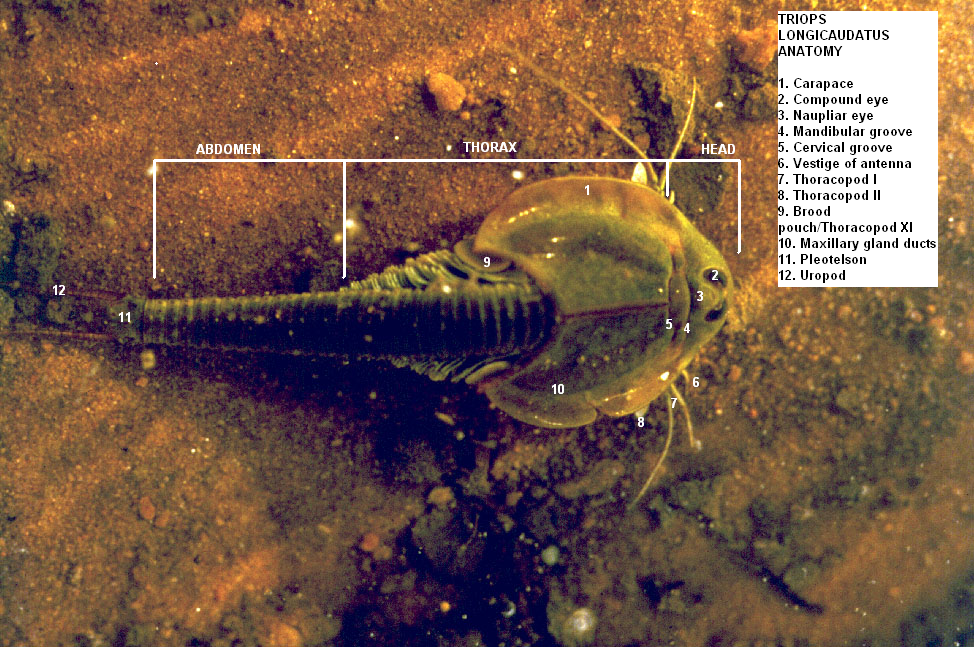
Giải phẫu bên ngoài của Triops longicaudatus (click on image for captions)

T. longicaudatus là loài notostracan phổ biến nhất, và có thể được tìm thấy ở miền tây Bắc Mỹ, Nam Mỹ, Nhật Bản, và các quần đảo ở Thái Bình Dương. Nó hoạt động nhiều nhất ở nhiệt độ khoảng 20 °C (68 °F), và thường được tìm thấy trầm mình ở đáy hồ, tìm kiếm thức ăn là sinh vật đáy. Triops thu thập thức ăn bằng cách lọc nước với những sợi lông trên chân chèo của chúng. Thức ăn lỏng được thu thập trong một đường rãnh chạy xuống dưới của cơ thể theo chiều dọc, và liên kết với nhau bởi một tiết dính cho đến khi được nuốt vào miệng rất nhỏ (rộng 2 mm) của chúng. Miệng nhỏ nằm sâu trong bụng của nó, và trong khi nó có khả năng phá vỡ rễ cây hoặc cá chết, nó không có khả năng theo đuổi theo và ăn con mồi lớn hơn nó được.

### Chế độ ăn uống

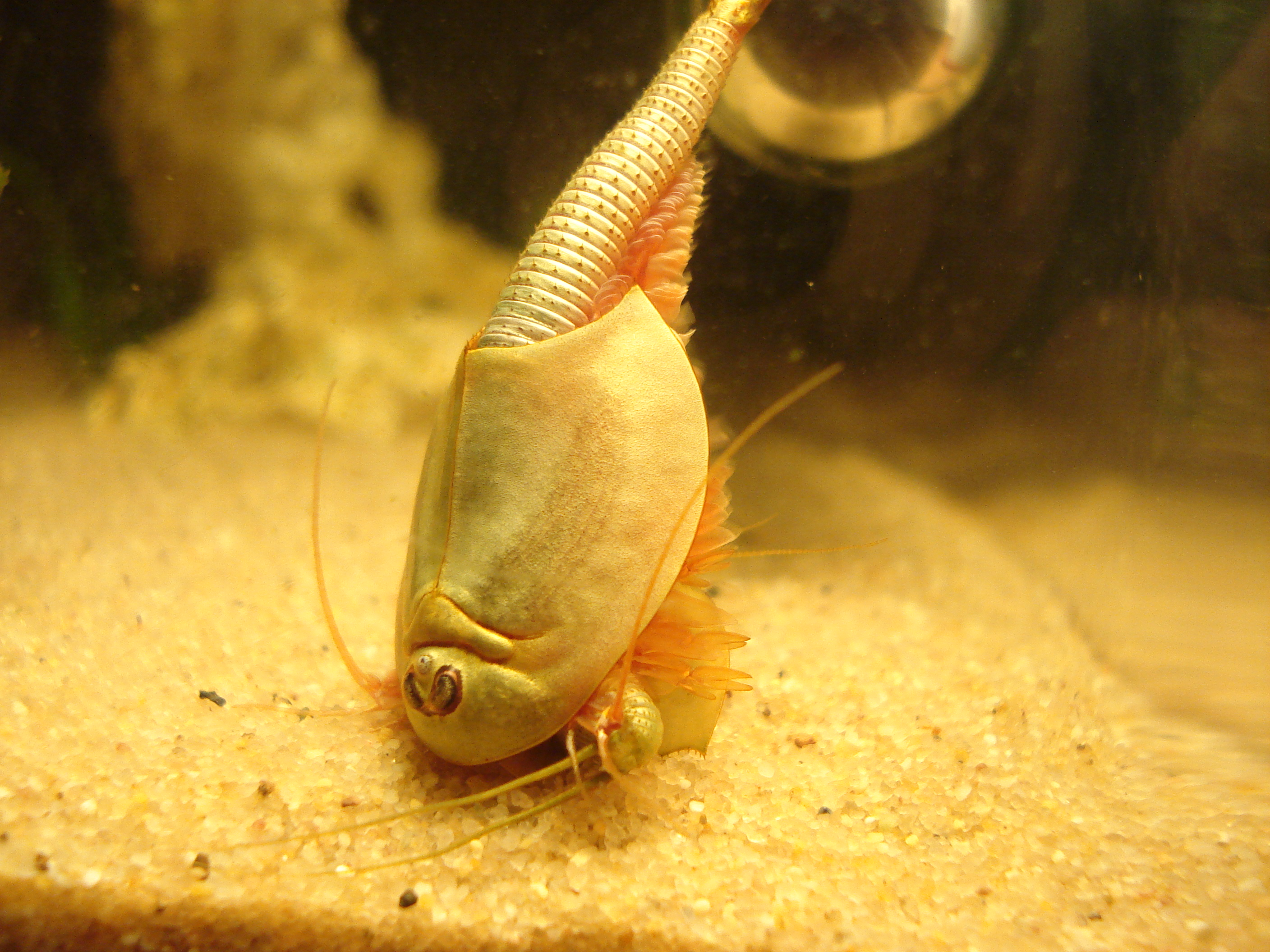
Tôm nòng nọc đuôi dài ăn đồng loại

Nó ăn tạp và có thể ăn tảo, côn trùng, và các mảnh vụn hữu cơ, chúng được biết đuổi theo cá bột rất nhỏ, nòng nọc, và ấu trùng oligochaete. Nói chung, chúng ăn bất cứ thứ gì nhỏ hơn so với chúng, mà thậm chí có thể bao gồm đồng loại của chúng (chúng là loài ăn thịt đồng loại). 

### Tương tác với con người
Loài này được coi là một đồng minh của con người chống lại virus Tây sông Nile, như ăn ấu trùng muỗi Culex. Chúng cũng được sử dụng như một tác nhân sinh học tại Nhật Bản, ăn cỏ dại ở cánh đồng lúa. Tại Wyoming, sự hiện diện của Triops longicaudatus thường chỉ ra cơ hội sinh nở tốt của ếch chân xẻng. Trứng của Triops longicaudatus được bán trong bộ dụng cụ hồ cá, dưới tên "aquasaurs", "trigons" hoặc "triops".
Một tác giả thuyết tồn tại, đề xuất rằng Triops longicaudatus có thể tiếp tục xu hướng nâng cao tuổi thọ của loài, và nếu con người không tàn phá môi trường sống của nó, loài này có thể tồn tại thêm 500 triệu năm.

## Phân bố
Triops longicaudatus phổ biến ở Bắc Mỹ. Tại Canada, nó được tìm thấy chỉ ở các tỉnh Alberta, Saskatchewan và Manitoba. Nó lan rộng trong suốt Hoa Kỳ, México, và Hawaii, nhưng không có ở Alaska. Chúng có thể được tìm thấy ở một bộ phận của Nam Mỹ, tại (Argentina và quần đảo Galápagos), Tây Ấn, và đảo Thái Bình Dương, bao gồm cả Nhật Bản và Nouvelle-Calédonie.